# Taterillus lacustris
Taterillus lacustris és una espècie de mamífer rosegador de la família dels múrids. Viu a l'extrem septentrional del Camerun i Nigèria. Els seus hàbitats naturals són els matollars, els camps en guaret i les vores dels camps. És una espècie en risc mínim, és a dir, no sembla que hi hagi cap amenaça significativa per a la seva supervivència. El seu nom específic, lacustris, significa 'lacustre' en llatí.